# Louie Varland
Louie Varland (Saint Paul, Minnesota, 9 de diciembre de 1997) es un jugador profesional estadounidense de béisbol que se desempeña en la posición de lanzador en Minnesota Twins, equipo de las Grandes Ligas de Béisbol (MLB).

## Carrera
Fue seleccionado en la 15.ª ronda en el Draft de la MLB de 2019. En 2022 hizo su debut profesional con el equipo Minnesota Twins, donde lleva jugando dos temporadas.